# Кариера (филм)
„Кариера“ (на английски: Career) е американски драматичен филм от 1959 година с участието на Дийн Мартин и Шърли Маклейн, създаден от Парамаунт Пикчърс.

## Сюжет
Актьорът и режисьор Морис „Мори“ Новак (Дийн Мартин) работи заедно с друг актьор, Сам Лоусън (Антъни Франчоза) в млада театрална трупа, по-късно набедена като „подривна“ заради либералните възгледи на членовете и. Това принуждава Новак да напусне театъра и да замине за Холивуд, където се превръща в известен режисьор, докато все още е в черния списък.
Мори и Сам познават Шарън Кенсингтън (Шърли Маклейн), алкохолизираната дъщеря на могъщия продуцент от Бродуей Робърт Кенсингтън (Робърт Мидълтън).
Лоусън постоянно се опитва да се докаже като актьор под смазващите удари на критиката, въпреки своята всеотдайност и страст към театъра. Това му струва раздялата със съпругата си Барбара Лоусън Хелмсли (Джоан Блекман). Дългогодишният агент на Сам, Шърли Дрейк (Керълайн Джоунс) непрекъснато се опитва да му уреди работа и той започва постепенно да се налага, дори и в продукция на Кенсингтън. Точно когато е напът да получи главната роля в телевизионен сериал, неговата лоялност е поставена под съмнение и наяве излиза връзката му с „подривната“ театрална дейност на Новак.
Както неправомерно набедения Новак, така и Лоусън попада в черния списък и кариерата му се срива. Той е принуден да започне работа като сервитьор.
Новак, с риск да се провали, решава да се завърне към театъра и да се опита да пробие на Бродуей с нова пиеса. Той предлага на Лоусън възможността отново да работят заедно. След агонията, Лоусън приема и черния списък остава в миналото. С Лоусън в главната роля, новата пиеса жъне успехи и покорява Бродуей. Дрейк, която е влюбена в Лоусън, го пита дали борбата и унижението, на които се е подложил са си стрували цената, която е платил и той отговаря, че не съжалява за нищо.

## В ролите
- Дийн Мартин като Морис „Мори“ Новак
- Антъни Франчоза като Сам Лоусън
- Шърли Маклейн като Шарън Кенсингтън
- Керълайн Джоунс като Шърли Дрейк
- Джоан Блакман като Барбара Лоусън Хелмсли
- Робърт Мидълтън като Робърт Кенсингтън
- Дона Дъглас като Марджори Бърк
- Джери Парис като Алън Бърк
- Франк МакХю като Чарли
- Чък Уосил като Ерик Питърс
- Мери Трийн като Мари, секретарката на Шърли Дрейк
- Алън Хюит като Мат Хелмсли
- Марджори Бенет като водещата на рубриката във вестника

## Награди и номинации
- Награда Златен глобус за най-добра драматична мъжка роля на Антъни Франчоза от 1960 година.
- Номинация за Оскар за най-добра операторска работа в черно-бял филм на Джоузеф Ла Шел от 1960 година.
- Номинация за Оскар за най-добро художествено оформление и декори на черно-бял филм на Хал Перейра, Уолтър Тайлър, Сам Комър и Артър Крамс от 1960 година.
- Номинация за Оскар за най-добри костюми в черно-бял филм на Едит Хед от 1960 година.
- Пето място за Златен Лоуръл от наградите Лоуръл за най-добра драматична мъжка роля на Дийн Мартин от 1960 година.[1]